# محدودية اتقان الإنجليزية
محدودية اتقان الإنجليزية في الاستعمال الأمريكي هي عبارة عن التحدث باللغة الإنجليزية دون إتقانها، وتقال في الغالب لمن لا تكون الإنجليزية لغتهم الأم. وتستعمل العبارة في علم الترجمة.